# 康纳·麦格雷戈
康纳·安东尼·麦格雷戈（英語：Conor Anthony McGregor，1988年7月14日—），爱尔兰职业综合格斗运动员，现为UFC终极格斗冠军赛选手。他是前UFC羽量级、轻量级双冠军，笼斗战士前羽量级、轻量级冠军。截至2021年7月19日，他在UFC轻量级排名第9。
麦格雷戈于2008年开始其格斗职业生涯。2012年他在夺得笼斗战士赛羽量级与轻量级双料冠军后，签约UFC。2015年，他在UFC 194中仅用13秒便击倒了已十年不败的何塞·奥尔多，荣膺UFC羽量级冠军。同时，这也刷新了UFC史上最快取胜纪录。2016年，他在UFC 205中击败埃迪·阿尔瓦雷斯而夺得了UFC轻量级冠军头衔，这也使他成为UFC史上首位同时拥有两个级别冠军头衔的格斗家。

## 早年
1988年生於愛爾蘭都柏林市，父為東尼·麦格雷戈，母為瑪格麗特·麦格雷戈。父親為當地一名小混混，因此小時候的麦格雷戈經常挨打。他早年熱愛足球，並曾經加入校隊，唯在12歲那年轉為玩格鬥。

## 争议事件

### 危险驾驶
2017年11月，麦格雷戈在都柏林地区超速被罚款400欧元。2018年11月在基尔代尔郡超速被罚款1000欧元，并被取消驾驶资格6个月。
2022年3月22日，麦格雷戈在都柏林被捕，并被控犯有六项驾驶罪，包括两项危险驾驶罪、无保险和无执照，以及未能出示证件。他的汽车被爱尔兰警方扣押。他后被保释，车也被归还给他，并将于2022年4月在Blanchardstown地区法院出庭，如果罪名成立，他可能会被处以最高5000欧元的罚款或6个月的监禁，或两者都有。

### Bellator 187事件
2017年11月10日，麦格雷戈的SBG爱尔兰队友Charlie Ward在都柏林举行的Bellator 187比赛中迎来首秀，对阵John Redmond。Charlie Ward在第一回合击倒了John Redmond，麦格雷戈随即冲进圆笼庆祝Charlie Ward的胜利，他冲向Charlie Ward和其拥抱，并将其扑倒。但他不是有资格的场角工作人员，且比赛尚未正式宣布结束。麦格雷戈被裁判Marc Goddard分开，因为裁判需要确认击倒是否发生在铃声响起之前，还要保证医务人员顺利评估被击倒的John Redmond的健康状况。麦格雷戈冲向并推搡了裁判，还碰倒了试图起身的John Redmond。
麦格雷戈在退出笼子后绕着笼子转了一圈，然后骑上笼子继续庆祝Charlie Ward的胜利。一名工作人员试图阻止麦格雷戈，但麦格雷戈给了他脸一巴掌。John Redmond在比赛结束后表示，裁判本打算让比赛继续进行到第二回合，但负责监督该赛事的委员会由于麦格雷戈的行为而选择结束比赛。
事发一天后，Bellator 187的委员会负责人，Mohegan Tribe运动监管部（MTDAR）和拳击委员会协会主席Mike Mazzulli发表了一份声明，称“麦格雷戈的行为危害了爱尔兰赛事期间笼中选手的健康和安全。此外，麦格雷戈先生还袭击了裁判Mark Goddard和Bellator的一名工作人员”。

### UFC 223媒体日巴士袭击事件
2018年4月3日，哈比布·努曼格莫多夫堵住阿尔特姆·洛波夫并与其发生争吵，而麦格雷戈与阿尔特姆·洛波夫交往甚好。麦格雷戈也曾与哈比布·努曼格莫多夫发生争执和互喷。这两方人马早就结下了梁子。
2018年4月5日，UFC 223 哈比布 vs. 霍洛威媒体日，麦格雷戈一行约20人进入活动场地巴克莱中心想要找哈比布的麻烦。当时哈比布正乘坐大巴车离开活动场地，车内还有其他数名出战UFC 223的运动员。麦格雷戈追上缓慢移动的大巴，捡起路边的一辆老虎车掷向车身，将一块玻璃击碎。车上的迈克尔·基耶萨与Ray Borg被碎玻璃划伤后被送往医院，两人因伤被迫退出UFC 223的比赛。阿尔特姆·洛波夫因参与此事件被取消UFC 223的参赛资格。麦格雷戈一行人在事后先逃离了现场，后麦格雷戈向警方自首。麦格雷戈被控三项侵犯人身罪（assault）和一项刑事伤害罪（criminal mischief）。法官将保释金定为5万美元，同时允许其在6月14日，下一次出庭前不受旅行限制。麦格雷戈对一项扰乱公共秩序罪放弃辩护，被命令参加为期5天的社区服务，还被要求参与情绪管理课程。2018年9月12日，迈克尔·基耶萨对麦格雷戈提起诉讼，称他因此次袭击而“经历了痛苦、折磨，丧失了生活乐趣”。

### UFC 229赛后冲突事件
2018年10月6日，在UFC 229，哈比布·努曼格莫多夫降伏麦格雷戈之后，哈比布向场外麦格雷戈的团队叫嚣，并挣脱工作人员的阻拦跳出八角笼，冲向麦格雷戈的训练伙伴Dillon Danis，现场一片混乱。随后，麦格雷戈和哈比布的表弟Abubakar Nurmagomedov也试图离开八角笼，但在麦格雷戈打了Abubakar Nurmagomedov一拳之后发生了混战，Abubakar Nurmagomedov也回敬了他几拳。哈比布的两名场角工作人员Esed Emiragaev和Zubaira Tukhugov也对麦格雷戈展开了攻击。
由于这次事件，内华达州体育委员会（NSAC）扣留了哈比布此场比赛的报酬，等待对他的行为进行调查。哈比布出席了赛后采访，并向内华达州体育委员会道歉，称他是因为被麦格雷戈团队针对他的家庭、国家和宗教的垃圾话，以及UFC 223媒体日巴士袭击事件所激怒。
内华达州体育委员会对麦格雷戈和哈比布提出了正式控告，最终的听证会最初定于11月举行。10月12日，内华达州体育委员会宣布两位选手在10月15日之前收到了停赛10天的通知，听证会将在10月24日举行。10月24日，内华达州体育委员会一致投票决定立即发放哈比布一半的报酬。委员会还投票决定对两名拳手实施临时禁赛，并命令他们在12月亲自出席进一步的听证会以解决该案件。
2019年1月29日，内华达州体育委员会宣布对哈比布禁赛9个月，并处以50万美元的罚款。麦格雷戈被禁赛6个月，并被处以5万美元的罚款。禁赛追溯到事发当天。

### 在佛罗里达州涉抢劫被捕

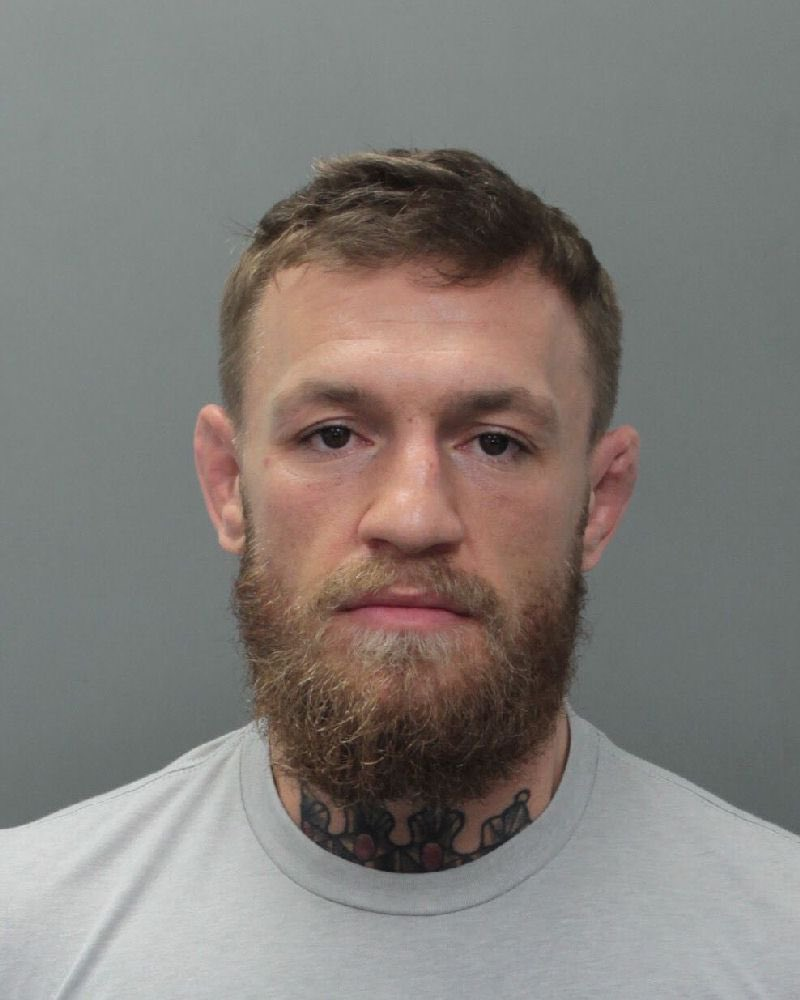
迈阿密海滩警察局发布的康纳·麦格雷戈大头照

2019年3月11日，麦格雷戈在美国佛罗里达州迈阿密海滩的迈阿密海滩枫丹白露酒店外被捕，因为他攻击了一名正用手机拍摄他的粉丝。监控摄像头拍到麦格雷戈猛地一巴掌将粉丝的手机打到地上并跺了几脚，然后将其捡走。随后他被逮捕，并被指控强行抢劫和刑事伤害。麦格雷戈被关押了几个小时，然后以5000美元的保证金被释放。3月14日，有消息称麦格雷戈还面临着涉事粉丝提出的民事诉讼。4月8日，该粉丝撤销了对麦格雷戈的民事诉讼。5月13日，据透露，对麦格雷戈的刑事指控也被撤销，指控者的律师说他的客户已经得到麦格雷戈的“补偿”，暗指达成了庭外和解。

## 综合格斗战绩
| 戰績分項 |       |     |
| 28 場    | 22 勝 | 6負 |
| 擊倒     | 19    | 2   |
| 降服     | 1     | 4   |
| 判定     | 2     | 0   |

| 结果 | 战绩 | 对手                | 获胜方式                         | 赛事                                       | 日期           | 回合 | 时间 | 地点           | 注释                                                                      |
| ---- | ---- | ------------------- | -------------------------------- | ------------------------------------------ | -------------- | ---- | ---- | -------------- | ------------------------------------------------------------------------- |
| 负   | 22–6 | 达斯汀·普瓦里尔     | 技术性击倒（脚踝受伤，医生叫停） | UFC 264                                    | 2021年7月11日  | 1    | 5:00 | 美国拉斯维加斯 |                                                                           |
| 负   | 22–5 | 达斯汀·普瓦里尔     | 技术性击倒（拳击）               | UFC 257                                    | 2021年1月24日  | 2    | 2:32 | 阿联酋阿布扎比 | 免费观看 （页面存档备份，存于）                                           |
| 胜   | 22–4 | 唐纳德·赛罗尼       | 技术性击倒（踢中头部加拳击）     | UFC 246                                    | 2020年1月18日  | 1    | 0:40 | 美国拉斯维加斯 | 次中量级比赛，今夜最佳表现                                                |
| 负   | 21–4 | 哈比布·努曼格莫多夫 | 降服（折颈）                     | UFC 229                                    | 2018年10月6日  | 4    | 3:03 | 美国拉斯维加斯 | 争夺UFC轻量级冠军，免费观看                                               |
| 胜   | 21–3 | 埃迪·阿尔瓦雷斯     | 技术性击倒（拳击）               | UFC 205                                    | 2016年11月12日 | 2    | 3:04 | 美国纽约       | 赢得UFC轻量级冠军，今夜最佳表现，后因长期没打比赛被剥夺冠军头衔，免费观看 |
| 胜   | 20–3 | 内特·迪亚兹         | 多数判定                         | UFC 202                                    | 2016年8月20日  | 5    | 5:00 | 美国拉斯维加斯 | 今夜最佳比赛，免费观看                                                    |
| 负   | 19–3 | 内特·迪亚兹         | 降服（裸绞）                     | UFC 196                                    | 2016年3月5日   | 2    | 4:12 | 美国拉斯维加斯 | 次中量级首秀，今夜最佳比赛，免费观看                                      |
| 胜   | 19–2 | 何塞·奥尔多         | 击倒（拳击）                     | UFC 194                                    | 2015年12月12日 | 1    | 0:13 | 美国拉斯维加斯 | 赢得UFC羽量级冠军头衔统一战，今夜最佳表现，后因长期没打比赛被剥夺冠军头衔 |
| 胜   | 18–2 | 查德·门德斯         | 技术性击倒（拳击）               | UFC 189                                    | 2015年7月11日  | 2    | 4:57 | 美国拉斯维加斯 | 赢得UFC羽量级临时冠军，今夜最佳表现，免费观看                             |
| 胜   | 17–2 | 丹尼斯·锡弗         | 技术性击倒（拳击）               | UFC Fight Night: McGregor vs. Siver        | 2015年1月18日  | 2    | 1:54 | 美国波士顿     | 今夜最佳表现                                                              |
| 胜   | 16–2 | 达斯汀·普瓦里尔     | 技术性击倒（拳击）               | UFC 178                                    | 2014年9月27日  | 1    | 1:46 | 美国拉斯维加斯 | 今夜最佳表现，免费观看                                                    |
| 胜   | 15–2 | Diego Brandão       | 技术性击倒（拳击）               | UFC Fight Night: McGregor vs. Brandão      | 2014年7月19日  | 1    | 4:05 | 爱尔兰都柏林   | 今夜最佳表现                                                              |
| 胜   | 14–2 | 麦克斯·霍洛威       | 一致裁决                         | UFC Fight Night: Shogun vs. Sonnen         | 2013年8月17日  | 3    | 5:00 | 美国波士顿     | 免费观看 （页面存档备份，存于）                                           |
| 胜   | 13–2 | Marcus Brimage      | 技术性击倒（拳击）               | UFC on Fuel TV: Mousasi vs. Latifi         | 2013年4月6日   | 1    | 1:07 | 瑞典斯德哥尔摩 | 回归羽量级，今夜最佳击倒，免费观看                                        |
| 胜   | 12–2 | Ivan Buchinger      | 击倒（拳击）                     | Cage Warriors: 51                          | 2012年12月31日 | 1    | 3:40 | 爱尔兰都柏林   | 赢得笼斗勇士轻量级冠军                                                    |
| 胜   | 11–2 | Dave Hill           | 降服（裸绞）                     | Cage Warriors: 47                          | 2012年6月2日   | 2    | 4:10 | 爱尔兰都柏林   | 赢得笼斗勇士羽量级冠军                                                    |
| 胜   | 10–2 | Steve O'Keefe       | 击倒（肘击）                     | Cage Warriors: 45                          | 2012年2月18日  | 1    | 1:35 | 英国伦敦       | 回归羽量级                                                                |
| 胜   | 9–2  | Aaron Jahnsen       | 技术性击倒（拳击）               | Cage Warriors: Fight Night 2               | 2011年9月8日   | 1    | 3:29 | 约旦安曼       |                                                                           |
| 胜   | 8–2  | Artur Sowinski      | 技术性击倒（拳击）               | Celtic Gladiator 2: Clash of the Giants    | 2011年6月11日  | 2    | 1:12 | 爱尔兰莱伊什港 | 回归轻量级                                                                |
| 胜   | 7–2  | Paddy Doherty       | 击倒（拳击）                     | Immortal Fighting Championship 4           | 2011年4月16日  | 1    | 0:04 | 爱尔兰萊特肯尼 |                                                                           |
| 胜   | 6–2  | Mike Wood           | 击倒（拳击）                     | Cage Contender 8                           | 2011年3月12日  | 1    | 0:16 | 爱尔兰都柏林   | 回归羽量级                                                                |
| 胜   | 5–2  | Hugh Brady          | 技术性击倒（拳击）               | Chaos FC 8                                 | 2011年2月12日  | 1    | 2:31 | 北爱尔兰德里   |                                                                           |
| 负   | 4–2  | Joseph Duffy        | 降服（手臂三角绞）               | Cage Warriors 39: The Uprising             | 2010年11月27日 | 1    | 0:38 | 爱尔兰科克     |                                                                           |
| 胜   | 4–1  | Connor Dillon       | 技术性击倒（场角叫停）           | Chaos FC 7                                 | 2010年10月9日  | 1    | 4:22 | 北爱尔兰德里   | 羽量级比赛                                                                |
| 胜   | 3–1  | Stephen Bailey      | 技术性击倒（拳击）               | K.O.: The Fight Before Christmas           | 2008年12月12日 | 1    | 1:22 | 爱尔兰都柏林   | 轻量级首秀                                                                |
| 负   | 2–1  | Artemij Sitenkov    | 降服（膝十字固）                 | Cage of Truth 3                            | 2008年6月28日  | 1    | 1:09 | 爱尔兰都柏林   |                                                                           |
| 胜   | 2–0  | Mo Taylor           | 技术性击倒（拳击）               | Cage Rage Contenders - Ireland vs. Belgium | 2008年5月3日   | 1    | 1:06 | 爱尔兰都柏林   |                                                                           |
| 胜   | 1–0  | Gary Morris         | 技术性击倒（拳击）               | Cage of Truth 2                            | 2008年3月8日   | 2    | 0:08 | 爱尔兰都柏林   | 羽量级首秀                                                                |

## 职业拳击战绩
| 编号 | 结果 | 战绩 | 对手            | 获胜方式   | 回合，时间     | 日期          | 地点                             | 注释 |
| ---- | ---- | ---- | --------------- | ---------- | -------------- | ------------- | -------------------------------- | ---- |
| 1    | 负   | 0-1  | 弗洛伊德·梅威瑟 | 技术性击倒 | 10（12），1:05 | 2017年8月26日 | 美国内华达州天堂市T-Mobile竞技场 |      |

## 作品列表

### 電影
| 年份 | 譯名標題     | 原名標題   | 角色 | 附註 |
| ---- | ------------ | ---------- | ---- | ---- |
| 2024 | 《威龍殺陣》 | Road House | Knox |      |